# Machu Picchu
Machu Picchu [ˌmɑtʃu ˈpiktʃu] (Quechua Machu Picchu, deutsch alter Berg) ist eine gut erhaltene Ruinenstadt in Peru. Die Inka erbauten die Stadt im 15. Jahrhundert in 2430 Metern Höhe auf einem Bergrücken zwischen den Gipfeln des Huayna Picchu (deutsch junger Berg) und des Berges gleichen Namens (Machu Picchu) in den Anden über dem Urubambatal der Region Cusco, 75 Kilometer nordwestlich der Stadt Cusco. Die terrassenförmige Stadt war und ist sowohl über einen schmalen Bergpfad mit einer kleinen Anlage im Gipfelbereich des Huayna Picchu als auch über vergleichsweise größere Inka-Pfade mit der einstigen Hauptstadt des Inkareiches Cusco und den Ruinen von Llactapata verbunden.

## Allgemeines
Koordinaten: 13° 9′ 48″ S, 72° 32′ 44″ W

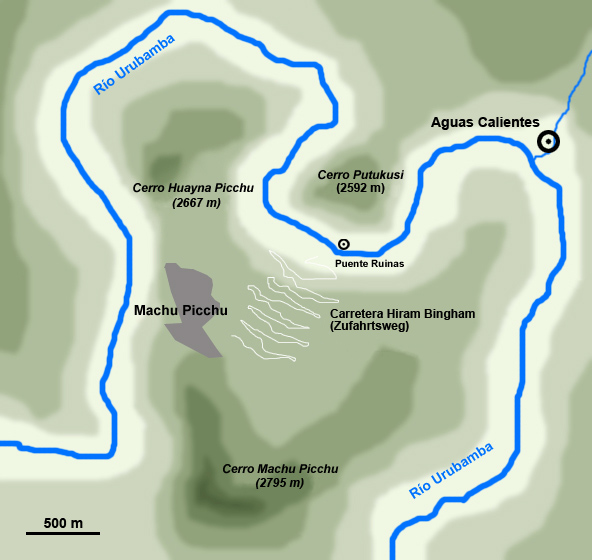
Lage

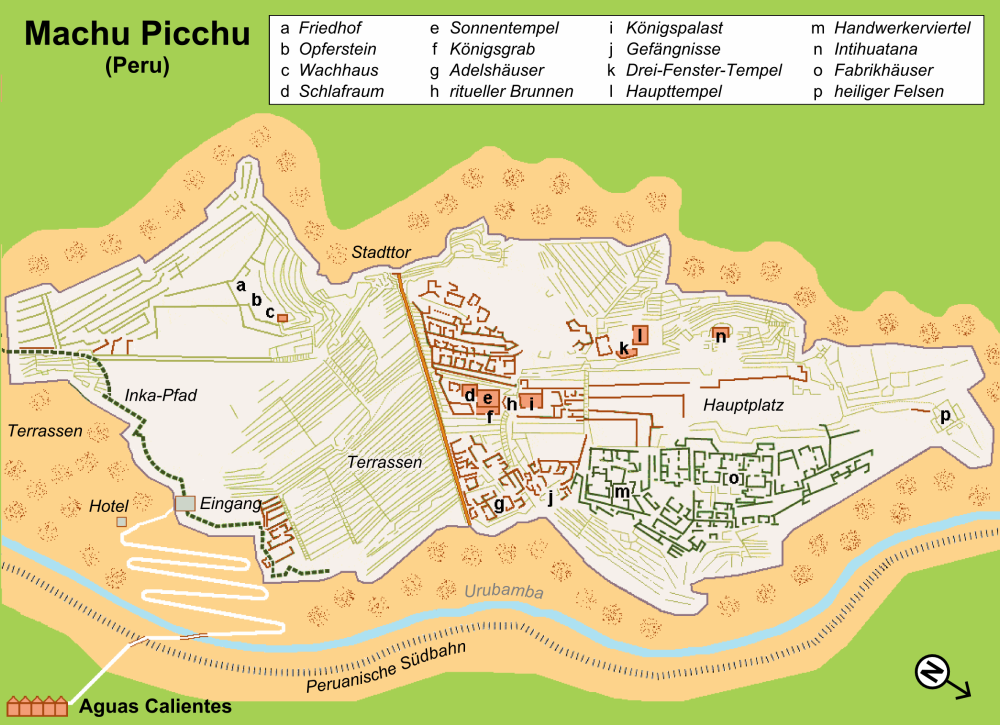
Skizze der Stadtanlage auf dem Bergrücken

Erbaut wurde die Stadt einer Theorie zufolge um 1450 auf Befehl des Inka-Herrschers Pachacútec Yupanqui, der von 1438 bis 1471 regierte. Er schuf die Grundlagen für die Ausdehnung des mächtigen Inkareiches und führte den Kult um den Sonnengott Inti ein.
Die Stadt umfasste 216 steinerne Bauten, die auf Terrassen gelegen und mit einem System von Treppen verbunden waren. Die meisten Terrassen sind mit ihren in die Mauern eingebauten kleinen Wasserablauföffnungen und etwa 3000 Stufen ebenso bis heute erhalten, wie auch die Kanalverbindung von der außerhalb der Stadtanlage befindlichen Wasserquelle zu den kaskadenförmig gestaffelten Brunnenbecken, die Außenmauern der Tempel und die zum Teil mehrgeschossigen Wohnbauten. Sie sind voll funktionsfähig und gegebenenfalls in den letzten Jahren nach und nach in inkatypischer Bauweise rekonstruiert worden.
Die Forschung geht heute davon aus, dass die Stadt in ihrer Hochblüte bis zu 1000 Menschen beherbergen und versorgen konnte. Die Anlage, deren ursprünglicher Name unbekannt ist, wurde nach einem der nahe gelegenen Berggipfel benannt, zwischen denen die Ruinenstadt liegt. Neuere Erkenntnisse (2021) deuten darauf hin, dass der Ortsname ursprünglich wohl „Huayna Picchu“ oder nur „Picchu“ lautete. Teile der Stadt und die für die Landwirtschaft genutzten Terrassen liegen am Fuße des „alten Gipfels“. Hinter ihrem anderen Ende ragt der „junge Gipfel“ (Huayna Picchu) zuckerhutförmig in den Himmel, auf dem sich ebenfalls eine kleine Anlage befindet, die von der Stadt über einen kleinen Bergpfad erreichbar war und ist. Im Südosten liegen circa 15 Kilometer entfernt im Urubambatal in unmittelbarer Flussnähe die Ruinen der Inkastadt Llactapata. Beide Siedlungen sind noch immer mit einem Inka-Pfad verbunden.
Über den Sinn und Zweck dieser Stadt wurden verschiedene Theorien entwickelt. Tatsächlich existieren über sie keine Überlieferungen, weshalb auf der Grundlage archäologischer Funde nur mehr oder weniger gut begründete Vermutungen angestellt werden können.
Bei der frühen Erforschung der Stadtanlage wurden über 50 Grabstätten mit mehr als 100 Skeletten gefunden, die man zunächst zu mehr als 80 Prozent als weiblich einordnete. Neuere Untersuchungen hingegen haben eine gleichmäßige Verteilung der Geschlechter gezeigt. Aufgrund dieser Entdeckung entstand die Theorie von einer königlich-religiösen Zufluchtsstätte der Inkas, in der sich neben dem Regenten nicht nur die Jungfrauen der Sonne, sondern, auch bei Abwesenheit des Königs und seines Trosses, immer andere verschiedengeschlechtliche Bedienstete aufhielten. Da die Anlage schon nach dem Ausbruch eines Bürgerkrieges im Inkareich unter Huayna Cápac von keinem Inkakönig mehr aufgesucht worden sein soll, hätten die dort lebenden Bediensteten die nunmehr nutzlos gewordene Stadtanlage später aufgegeben.
Nach einer weiteren Theorie wird angenommen, zu Zeiten der spanischen Eroberung habe sich Machu Picchu noch im Bau befunden. Demnach seien die Bauarbeiten infolge der Eroberung des Inkareiches durch die Spanier nicht fortgesetzt, die Anlage verlassen worden und dann in Vergessenheit geraten. Der archäologische Befund kann die Annahme einer insgesamt noch im Bau befindlichen Stadt jedoch nicht bestätigen. Er zeugt von einer weitestgehend ausgebauten, nur in Teilbereichen noch im Bau befindlichen und einst voll funktionsfähigen Stadt, in der auch über längere Zeit Menschen lebten. Sie besitzt beispielsweise eine noch heute voll funktionsfähige Wasserversorgung und eine aufwendige Regenwasserableitungsstruktur, die, von sichtbaren Ablauflöchern in den Terrassenwänden abgesehen, zumeist im Terrassenunterboden verborgen liegt.
Nach R. Burger und L. Salazar ist Machu Picchu eine zeitweilige Herrscherresidenz als zweiter Wohnsitz zur Erholung von der Hauptresidenz in Cusco.

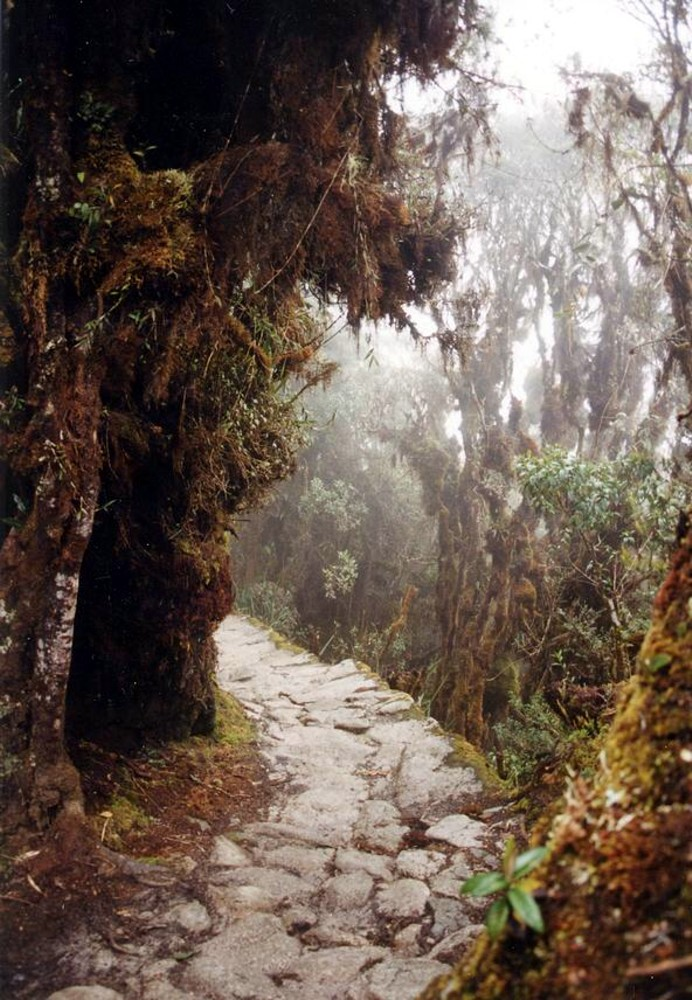
Inka-Pfad von Cusco nach Machu Picchu
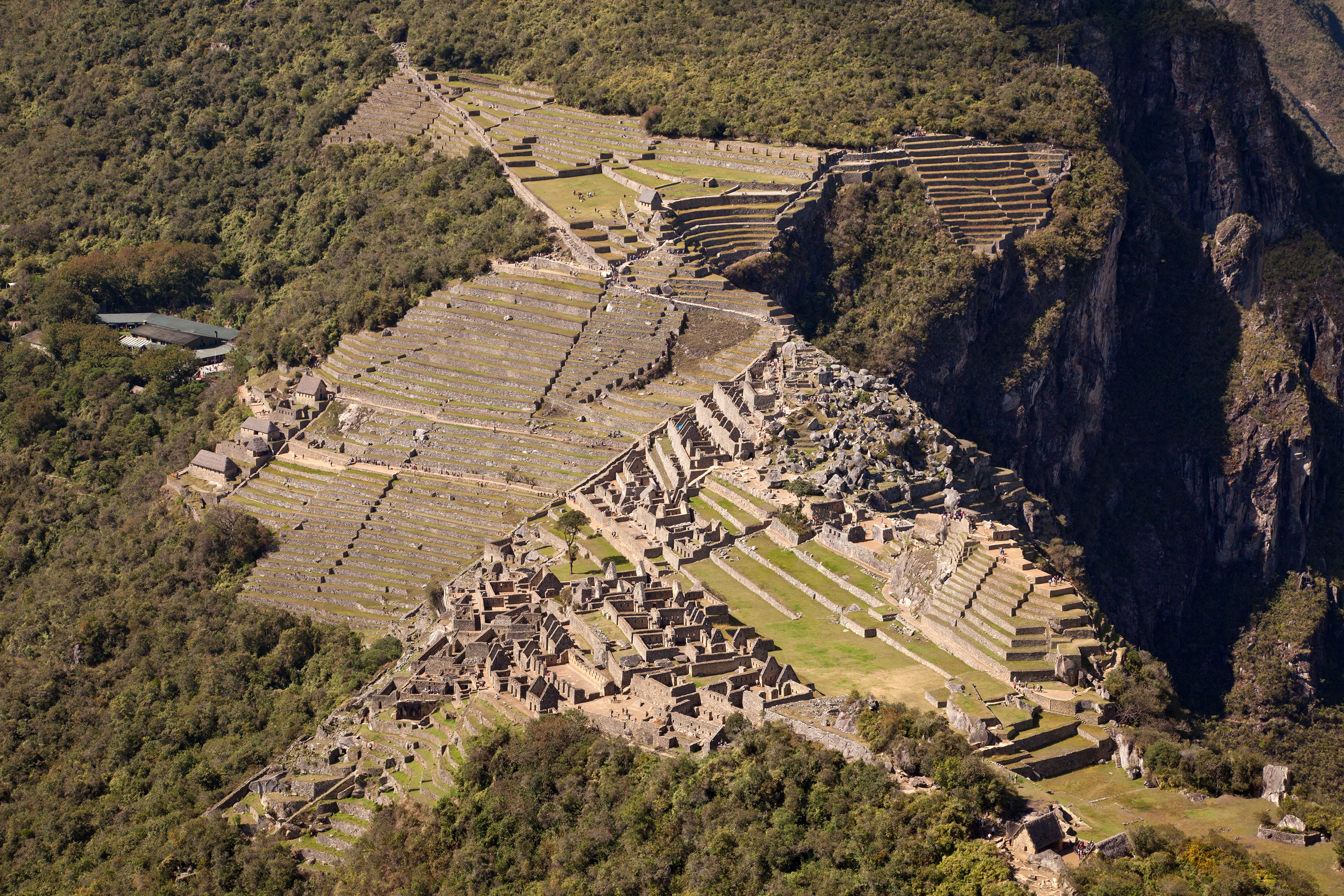
Machu Picchu vom Huayna Picchu aus gesehen
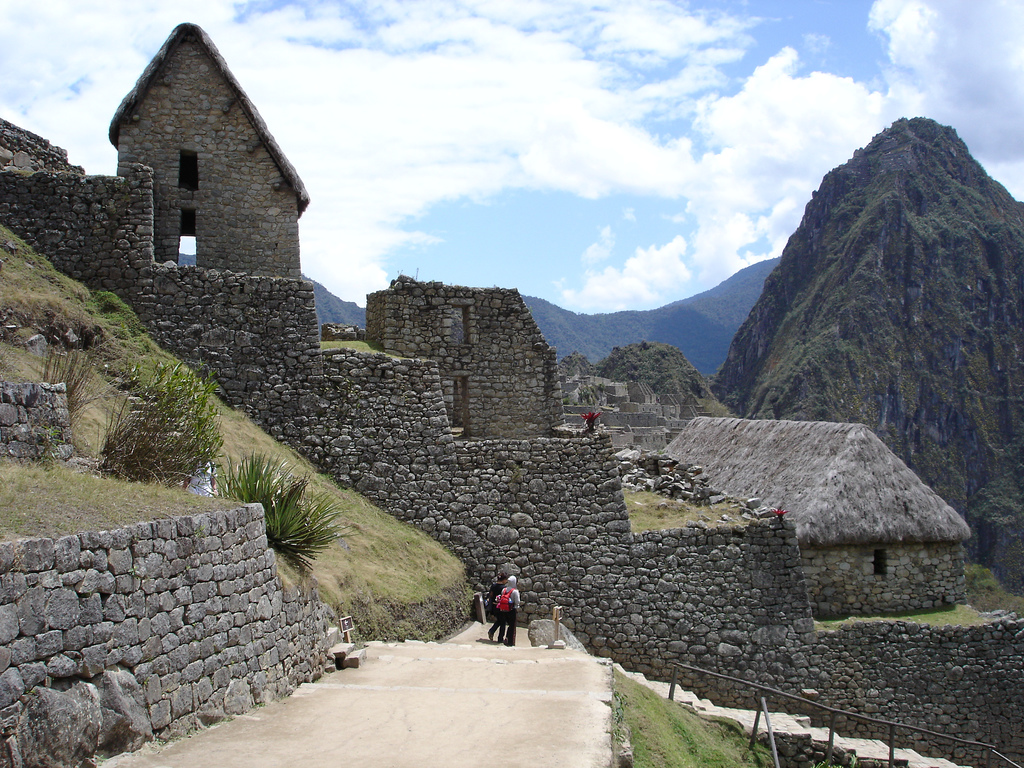
Beispiel eines rekonstruierten Anlageteils
Machu Picchu kurz vor Sonnenuntergang
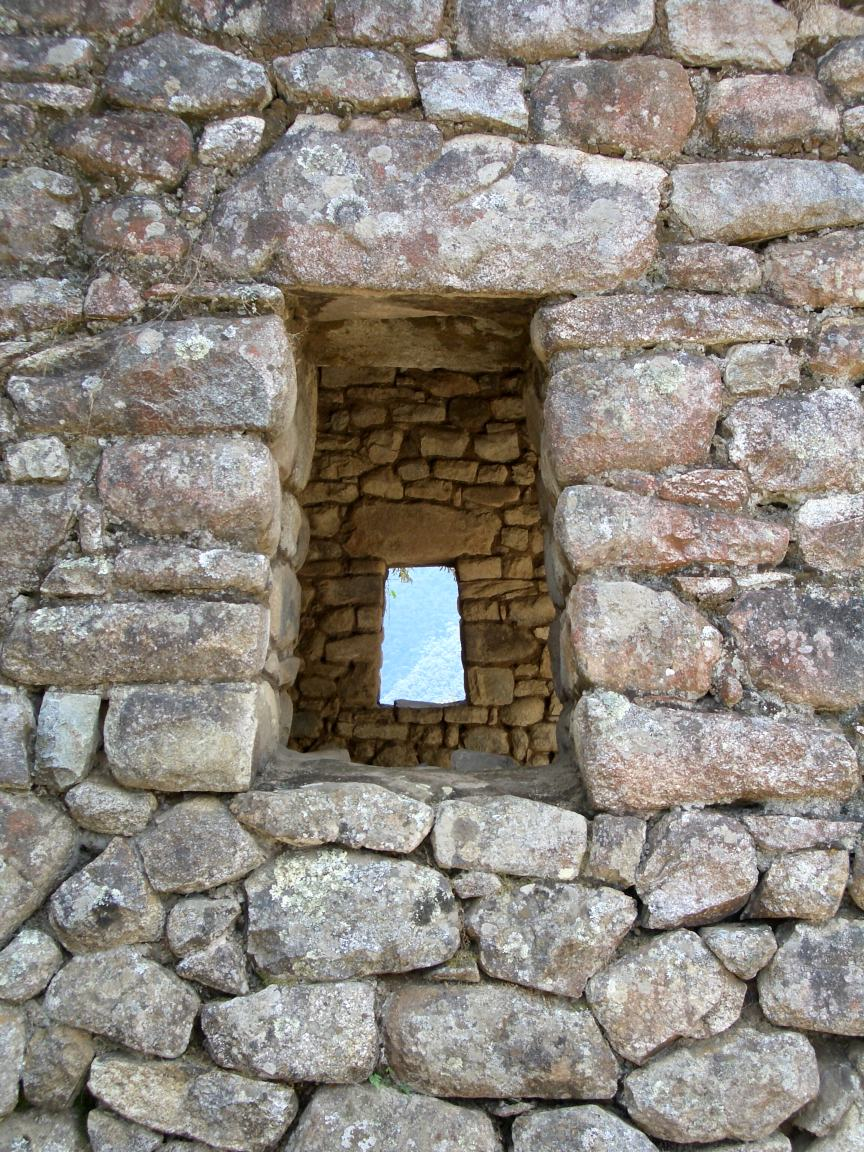
Steinernes Fenster
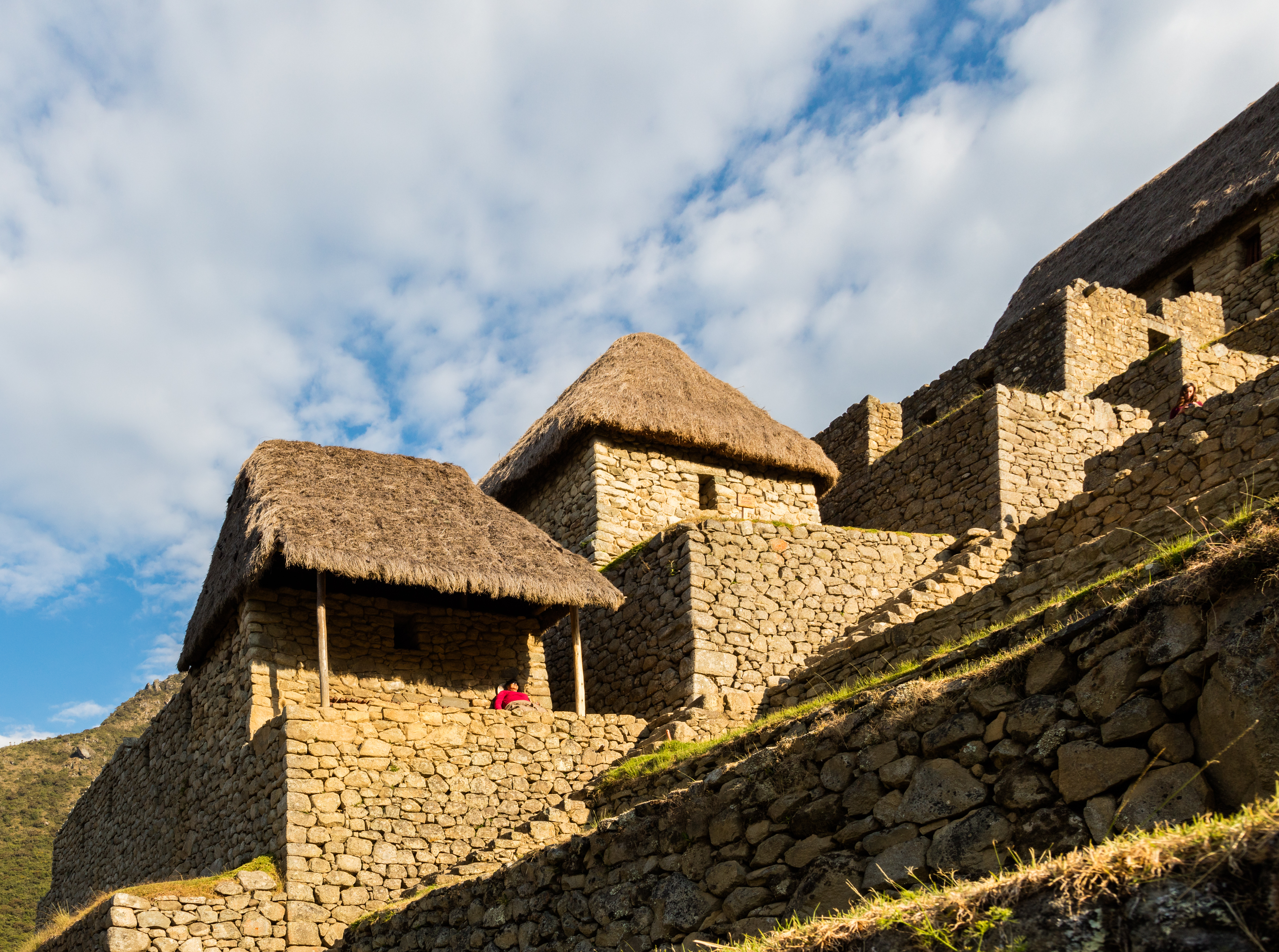
Rekonstruierte Häuser
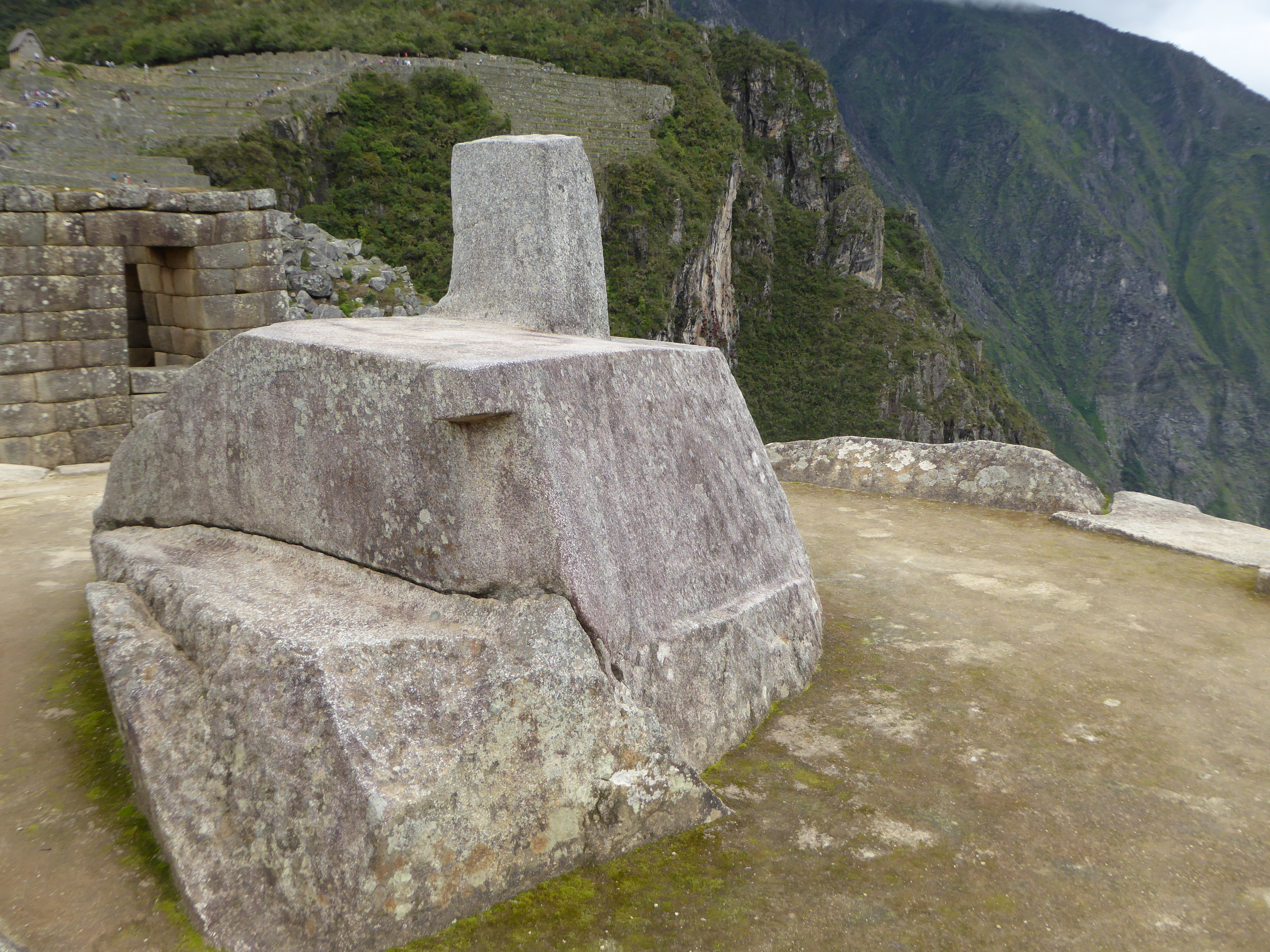
Ein als Intihuatana gedeuteter Monolith
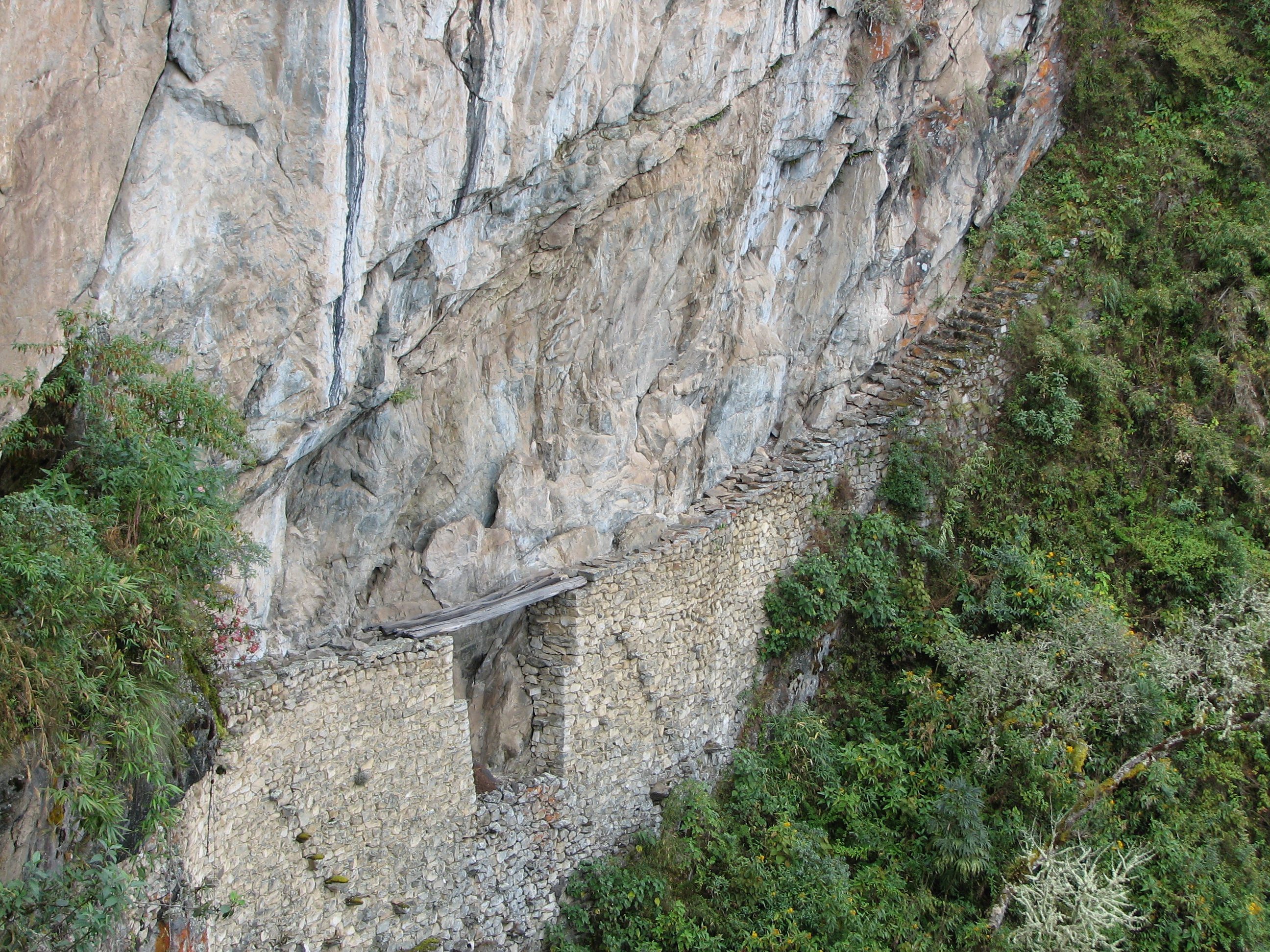
Inka-Brücke nicht weit von Machu Picchu

## Erforschungsgeschichte

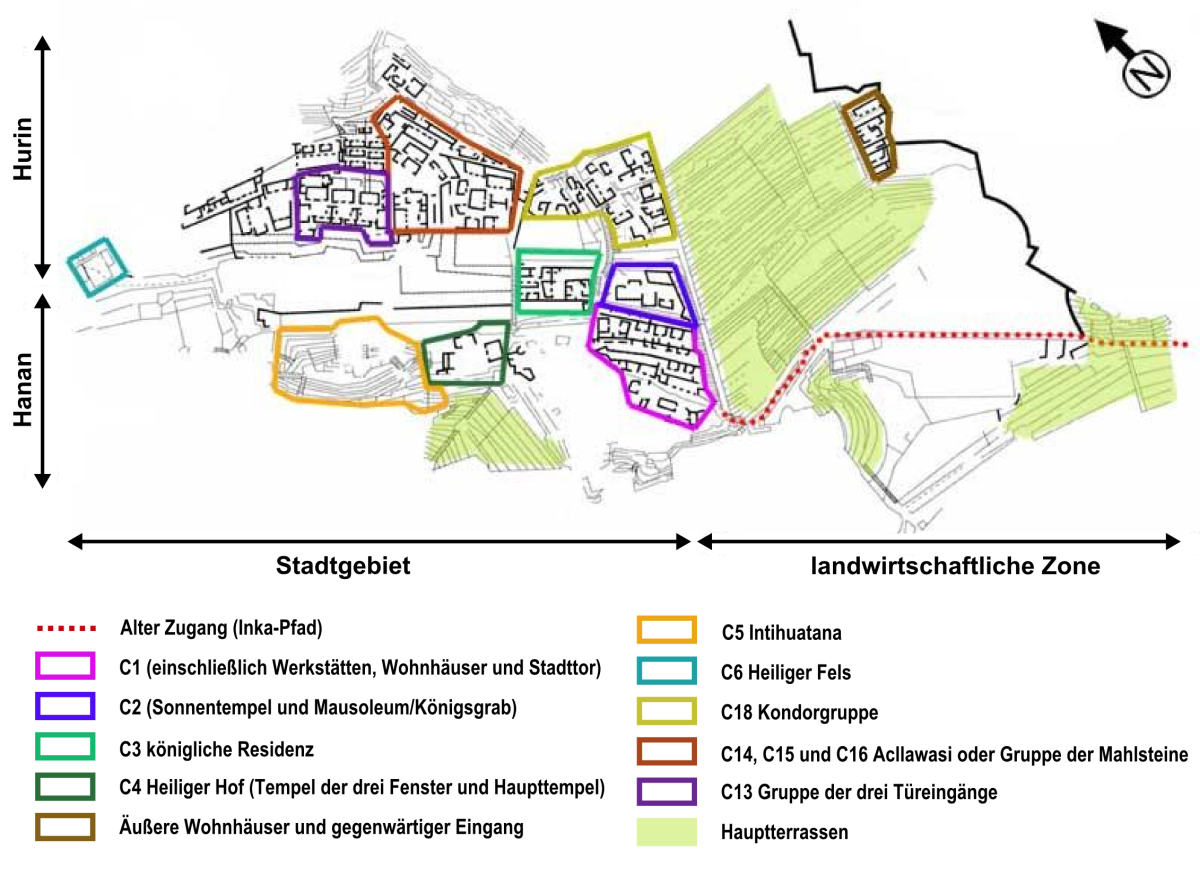
Aufteilung der Anlage

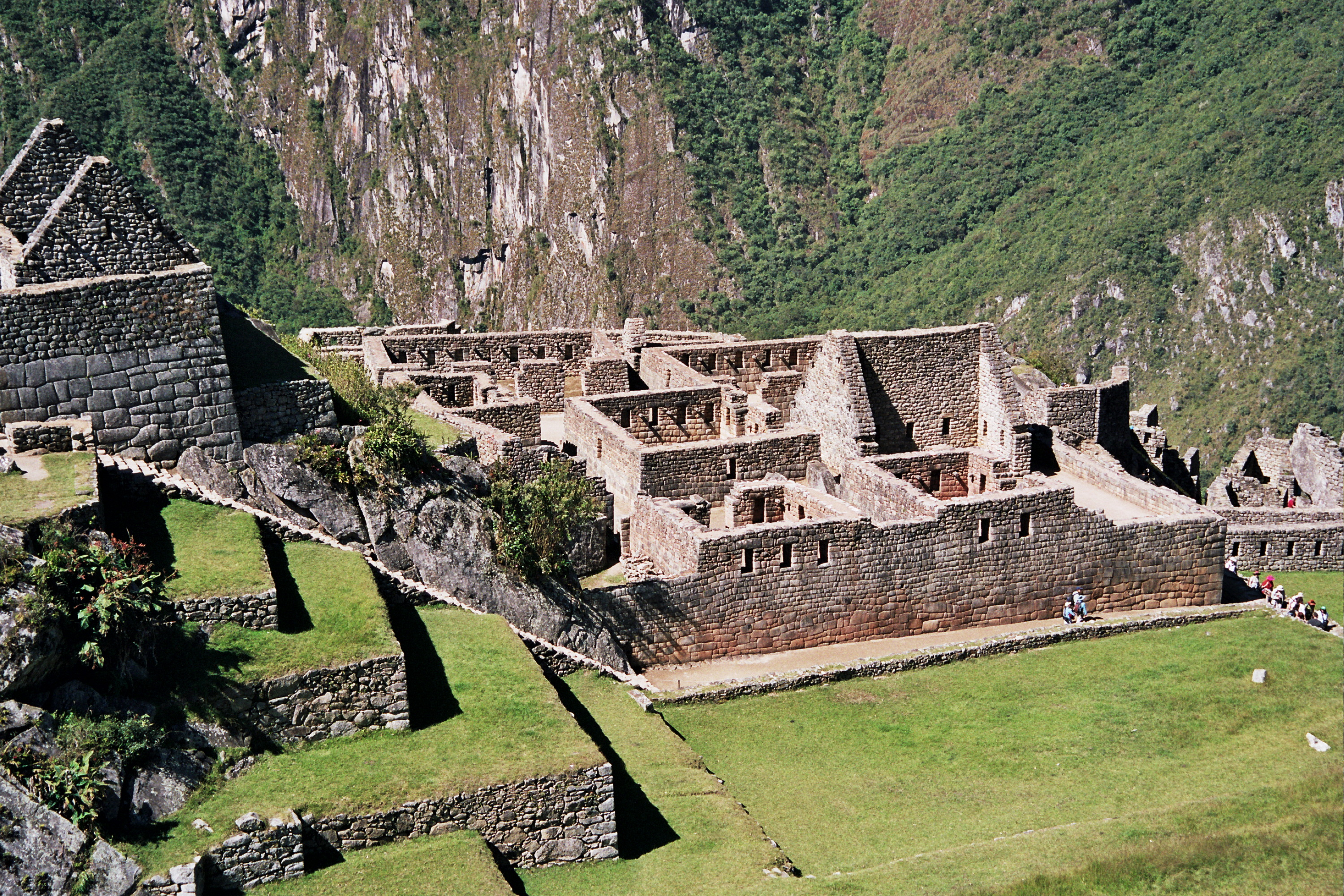
Blick auf das „Viertel der Handwerker“

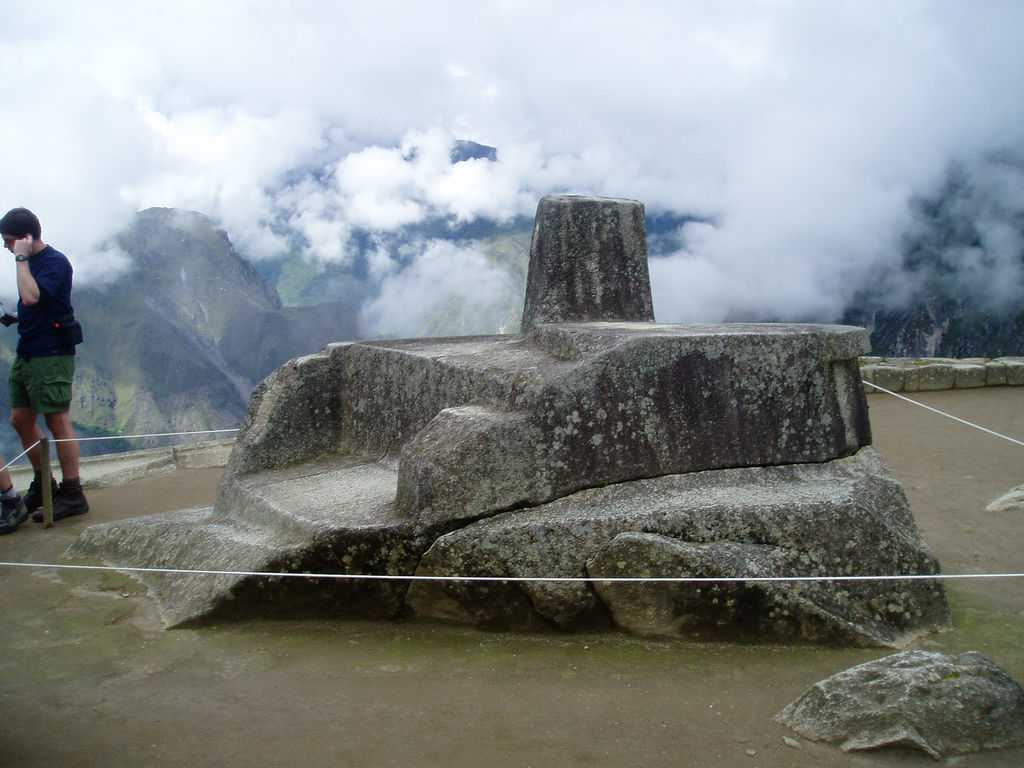
Intihuatana-Sonnenuhr

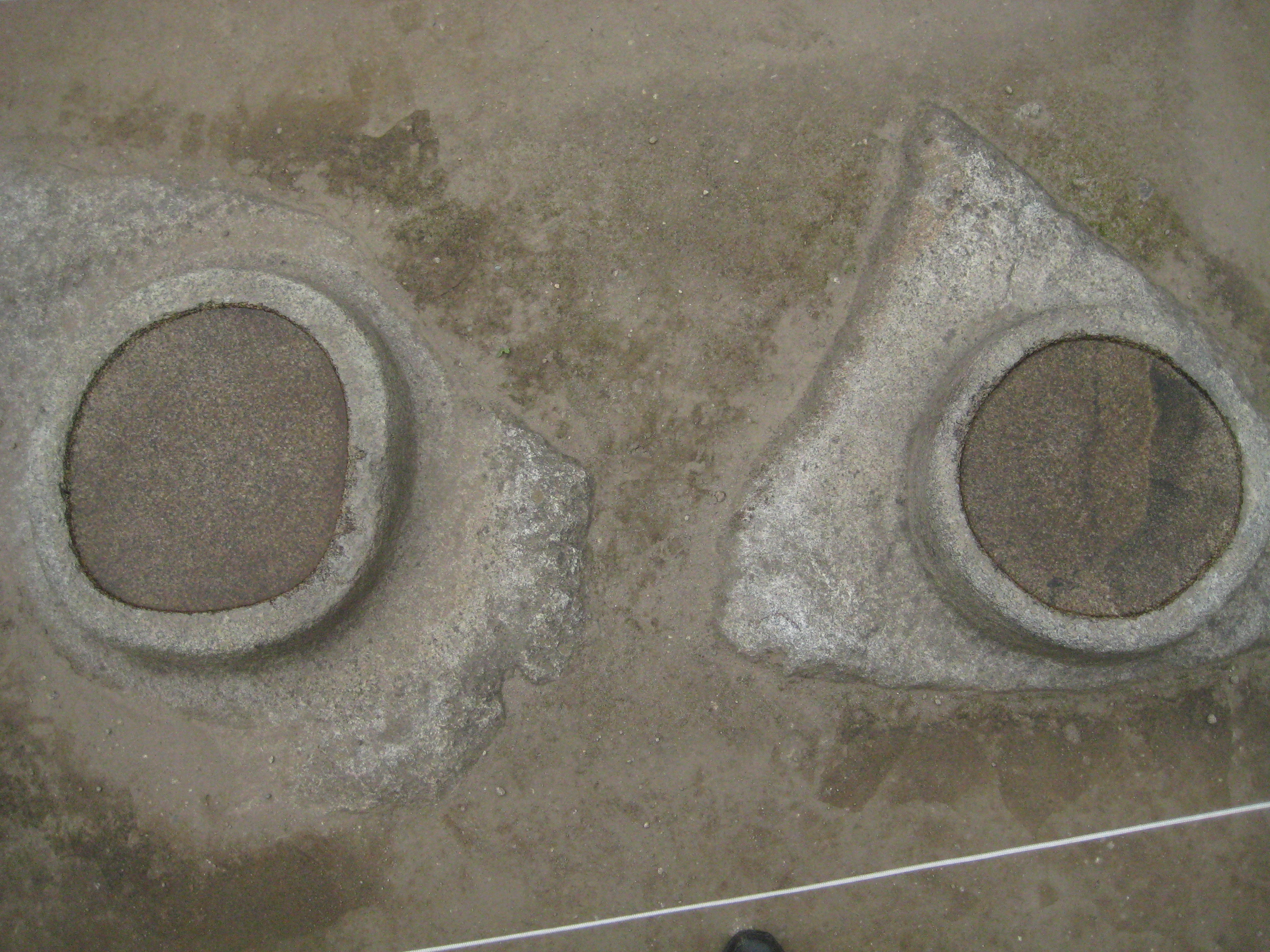
Die aus dem Felsboden des Sonnentempels herausgearbeitete Skulptur wird als „Wasserspiegel zum Beobachten des Himmels“ gedeutet.

Als offizieller Zeitpunkt für die Wiederentdeckung wird oft das Jahr 1911 angegeben. Tatsächlich gab es schon davor zahlreiche verschiedene „Entdecker“, und die Existenz der Stadt war lange bestimmten Personengruppen bekannt. John Rowe entdeckte ein spanisches Dokument von 1568, das einen Inka Yupanki als früheren Landeigentümer von Picho (Picchu) bezeichnet. Dasselbe Dokument führt aus, dass hier angebaute Produkte als Opfergaben verwendet wurden.
Der spanische Conquistador Baltasar de Ocampo hatte Ende des 16. Jahrhunderts eine Bergfestung namens Pitcos mit sehr prächtigen und majestätischen Gebäuden besucht, die mit großem Geschick und Kunstfertigkeit errichtet worden waren, wobei alle Türstürze, sowohl die wichtigsten als auch die einfachsten, aus kunstvoll geschnitztem Marmor bestanden. Daher können wir ihn als den ersten Entdecker von außerhalb der Region betrachten.
Zwei von dem deutschen Ingenieur Christian Bues bei Vermessungsarbeiten im Urubambatal entdeckte Dokumente bezeugen, dass 1614 auf dem Gebiet des Salkantay (Gebiet von Machu Picchu) ein Grenzkonflikt zwischen verschiedenen Landbesitzern ausbrach. Das Gebiet gehörte zu dieser Zeit dem Stamm der Cañaris, angeführt vom Caciquen Don Francisco Poma Gualpa. Die Cañaris waren Nachfahren des ecuadorianischen Volksstammes der Kañari, die sich bis 1849 in der Gegend halten konnten und dann ausstarben. Es wird vermutet, dass die Cañaris die Wächter von Machu Picchu waren. 1657 pachtete der Augustinerorden vorübergehend das Land um Machu Picchu, ohne von den Ruinen selbst Kenntnis zu nehmen.
Das einzige gegenwärtig bekannte Dokument über die legendäre Inkastadt ist eine Urkunde aus dem Jahre 1782, die von dem Geschichtsprofessor José Uriel García entdeckt wurde. Auf Blatt 20 des handschriftlichen Protokolls wird ersichtlich, dass Machu Picchu und das umliegende Land von dem Kommandanten Marcos Antonio de la Camara y Escudero für 450 Pesos gekauft wurde. Notariell wurde dies vom Notar Ambrosius de Lira beglaubigt. Aus dem Dokument geht hervor, dass der Name der Stadt Machu Picchu war. Erst Hiram Bingham (siehe unten) schuf – bewusst oder unbewusst – das Geheimnis um den wahren Namen der Stadt.
Der Italiener Antonio Raimondi veröffentlichte 1865 eine Landkarte, auf der Machu Picchu eingetragen und namentlich gekennzeichnet war. 1867 wurde Machu Picchu vom Deutschen Augusto Berns entdeckt, der mit seiner Firma für dieses Gebiet Goldschürfrechte besaß.
1875 drang der Franzose Nicolas Wiener bis zu den Inka-Ruinen in Ollantaytambo vor, wo er von Indigenas Hinweise erhielt, dass es weitere Ruinen bei „Matchu Picchu“ geben soll. Durch das unwegsame und nahezu undurchdringliche Urubambatal kämpfte sich Wiener bis in die Nähe des heutigen Machu Picchu vor, scheiterte aber kurz vor dem Ziel an einem Erdrutsch. Im Jahr 1874 wurde von dem deutschen Ingenieur und Landvermesser Herman Göhring eine genaue Karte gezeichnet, auf der Machu Picchu am exakten Ort vermerkt ist.
Seit 1894 war der Name Machu Picchu, zumindest bei der Bevölkerung im Urubambatal, allseits bekannt. Don Luis Bejar Ugarte ließ sich im gleichen Jahr von Augustín Lizárraga nach Machu Picchu führen, der 17 Jahre später auch unter Hiram Binghams (siehe unten) Mannschaft war. Lizárraga und Ugarte entdeckten dabei auch einen Tunneldurchbruch aus der Inkazeit, der den Río Urubamba unterquerte. Wiedergefunden wurde dieser Tunnel vom Ingenieur Osvaldo Páez Patiño im Jahre 1930.
Als 1895 ein Maultierpfad entlang des Rio Urubamba gesprengt wurde, war in Cusco Machu Picchu in aller Munde. Am 14. Juli 1902 kehrte Lizárraga, zusammen mit seinen Freunden Don Enrique Palma aus San Miguel und Gavino Sánchez von der Hazienda Collpani, zur Inkastadt zurück. Sie ritzten ihre Namen auf der Mauer des königlichen Palastes ein. Zu dieser Zeit wohnte der indigene Anacleto Álvarez im Gebiet von Machu Picchu und hatte die Terrassen gepachtet.
Einige Wochen vor Binghams Expedition im Jahre 1911 stieß der US-Amerikaner Alberto Giesecke, zusammen mit Don Braulio Polo y la Borda, der durch Indigenas von der Stadt wusste, bis zum Fuß des Machu Picchu vor. Sie mussten allerdings aufgrund eines Unwetters umkehren. Gieseckes Wissen und Erfahrungen waren dann die Grundlage für Binghams Expedition.
Am 24. Juli 1911 wurden die Ruinen von einer Expedition der Yale University unter der Leitung Hiram Binghams durch Zufall wiederentdeckt. Die Siedlung war von dichter Vegetation überwuchert. Bingham war auf der Suche nach der geheimnisvollen Inkastadt Vilcabamba, in die sich die Inkas geflüchtet haben sollen, nachdem Pizarro 1536 Cusco einnahm. Bingham glaubte, Vilcabamba in Machu Picchu gefunden zu haben. Tatsächlich wurde es erst in den 1960er Jahren durch amerikanische Luftbildaufnahmen und nachfolgende Expeditionen entdeckt.
In den Jahren 1912 und 1913 begann Bingham damit, die Stadt freizulegen. 1915 veröffentlichte er ein Buch über seine Erforschung Machu Picchus. Berühmt wurde Machu Picchu, als die National Geographic Society ihre gesamte Ausgabe vom April 1913 dieser Stadt widmete. Es wird auch behauptet, dass Bingham die Stadt schon zwei Jahre vorher entdeckt habe und sich Zeit verschaffte, alle Funde wie Gold und Grabbeigaben in die Vereinigten Staaten zu schaffen. Am Eingang von Machu Picchu ist eine Tafel befestigt, mit deren Aufschrift Peru die Vereinigten Staaten von Amerika um Einsichtnahme in die Funde Binghams bittet, die noch immer in der Yale University liegen sollen. Erst im Jahre 2008 wurde zwischen den USA und Peru eine diesbezügliche Vereinbarung getroffen. Mittlerweile sind alle Funde Binghams nach Peru überführt worden; eine Auswahl ist im Museo Machupicchu Casa Concha in Cusco ausgestellt.

## Heutige Bedeutung
Die UNESCO nahm  Machu Picchu zusammen mit dem umliegenden Schutzgebiet Santuario Histórico de Machupicchu 1983 in die Liste des Weltkulturerbes auf.
2006 wurde Machu Picchu von der American Society of Civil Engineers in die Liste der Historic Civil Engineering Landmarks aufgenommen.
Am 7. Juli 2007 wurde Machu Picchu im Rahmen einer Privatinitiative nach Angaben der Veranstalter von weltweit 70 Millionen Menschen zu einem der „neuen sieben Weltwunder“ gewählt. Sowohl die UNESCO als offizielle Hüterin des Weltkulturerbes als z. B. auch Ägypten (Antike Weltwunder: Pyramiden von Gizeh) distanzierten sich von der als „private Kampagne“ ohne wissenschaftliche Kriterien bezeichneten Wahl.

## Tourismus

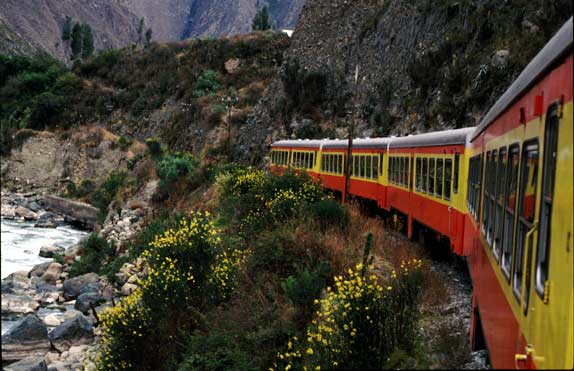
Bahnstrecke im Urubambatal

Machu Picchu ist eine der größten Touristenattraktionen in Südamerika. 2017 besuchten über  1.411.000 Personen die Sehenswürdigkeit, dies entspricht einem täglichen Durchschnitt von knapp 3.900 Personen. 2011 verkündete das peruanische Tourismusministerium (MINCETUR) das Ergebnis einer Studie, die eine maximale Belastbarkeit von Machu Picchu von zwei Millionen Besuchern jährlich ergeben habe; dementsprechend wurde ab dem 1. Juli 2017 die maximale Anzahl je Tag auf knapp 6.000 festgesetzt; 2005 war noch eine maximale Kapazität von 2.500 täglich vorgesehen gewesen. Die UNESCO fordert jedoch eine Reduktion auf höchstens 800 Besucher täglich, um das Kulturerbe nicht zu gefährden. Seit 2019 wird der Einlass nur stundenweise zwischen 6:00 und 14:00 Uhr mit einer Besucherzahlbegrenzung und einer Höchstaufenthaltsdauer zwischen vier und sieben Stunden gewährt (Besucher am Nachmittag und Inhaber eines Tickets für einen der beiden Berge können länger bleiben).
Da sich die Inkastadt in einem bergigen Gebiet befindet, in dem es zum Teil keine festen und auf den letzten 11 Kilometern gar keine Straßen mehr gibt, wurde eine Bahnstrecke von Cusco bis nach Aguas Calientes, einem Dorf am Fuße des Berges von Machu Picchu, gebaut. Machu Picchu ist außer über eine mehrtägige Wanderung auf dem Inka-Pfad nur von Aguas Calientes aus zu erreichen: Von dessen Zentrum fährt ein Bus die gut acht Kilometer lange Serpentinenstrecke zur Zitadelle Machu Picchu hinauf. Diese Strecke kann man aber auch zu Fuß zurücklegen, ein Pfad mit über 1600 Stufen führt über eine Strecke von ca. 1.600 Metern etwa 400 Höhenmeter oft fast in gerader Linie bergauf. Am Ende der Serpentinen, im unmittelbaren Eingangsbereich von Machu Picchu, befindet sich zudem das Hotel „Sanctuary Lodge“ der englischen Hotelkette „Orient-Express Hotels Trains & Cruises“. Die Kette ist auch an dem nach Hiram Bingham benannten Luxuszug beteiligt, der zwischen Cusco und Aguas Calientes verkehrt. Wer Machu Picchu auf authentischem Wege erreichen will, kann über den Inka-Pfad (Camino Inca) nach Machu Picchu gelangen, eine mehrtägige Wanderung über mehrere hohe Pässe vom Urubambafluss (klassisch ab Kilometer 88, Variation ab Kilometer 82 der Bahnlinie nach Aguas Calientes). Dabei betritt man Machu Picchu am Inti Punku (Sonnentor), das etwa 2 km entfernt von den Ruinen der Siedlung und ungefähr auf der Höhe des Gipfels des Huayna Picchu liegt.
Der ständig wachsende Tourismus belastet die Umwelt sehr. Die UNESCO wehrt sich daher vehement gegen den geplanten Bau einer Seilbahn von Aguas Calientes hinauf nach Machu Picchu. Deren Fertigstellung würde den Touristenstrom weiter ansteigen lassen und außerdem die Erdrutschgefahr erhöhen. Am 10. April 2004 forderte ein Erdrutsch, der auch die Bahnlinie teilweise lahmlegte, elf Menschenleben. Durch einen weiteren Erdrutsch am 14. Oktober 2005 wurde die Bahnlinie auf einer Strecke von 400 Metern erneut verschüttet. Auch 2010 gab es Überschwemmungen und Erdrutsche, woraufhin das Militär zur Unterstützung der Touristen eingesetzt wurde und anschließend Machu Picchu für mehr als zwei Monate gesperrt werden musste.
Um den Bau der erwähnten Seilbahn wird heftig gerungen. Am 22. Juni 2018 teilte das Kulturministerium (MINCUL) mit, der Bau einer Seilbahn sei „nicht durchführbar“; er widerspreche den Vereinbarungen mit der UNESCO und sei auch mit dem Entwicklungsplan („Plan Maestro“) nicht vereinbar. Man suche aber nach einer anderen Lösung. Offenbar sind es vor allem die Kommunalpolitiker vor Ort, die eine maximale Ausnutzung von Machu Picchu favorisieren, denn am 2. April 2019 präsentierten sie ungeachtet des Verdikts des Kulturministeriums einen konkreten Projektplan für eine Seilbahn. Dies geschah nur wenige Tage, nachdem der Minister für Tourismus (MINCETUR), Edgar Vásquez, am 29. März 2019 Alternativvorschläge in die Diskussion eingeführt und dabei stark betont hatte, dass der Vorschlag einer Seilbahn niemals von der Regierung (MINCUL oder MINCETUR) vorgebracht worden sei. Sein Haus habe eine Studie über Alternativen zur Seilbahn erarbeitet, darunter Tunnel oder Aufzüge.

## 100-Jahr-Feier der Wiederentdeckung
Am 7. Juli 2011 begannen die mehrtägigen Feierlichkeiten der Wiederentdeckung von Machu Picchu vor 100 Jahren. Der 7. Juli markiert den Tag der Aufnahme Machu Picchus in die inoffizielle „Liste der Neuen Weltwunder“ im Jahr 2007. Durch die Feierlichkeiten rückte die Inkastadt in den Fokus der Medien und traf dabei nicht nur auf positive Resonanz. Durch die steigende Anzahl von Touristen ist das Gebiet gefährdet, sodass die UNESCO dazu aufgerufen hat, nicht noch mehr Besucher täglich zuzulassen. Zwar profitieren die Hotel- sowie Gastronomiebranchen stark vom Tourismus, doch es wird kritisiert, dass dies nicht auf die lokale Bevölkerung zutreffe. Die Menschenrechtsorganisation Survival International kritisierte zudem, dass zwar die indigene Vergangenheit gefeiert, die Zukunft der im Land lebenden indigenen Bevölkerung aber riskiert werde.

## Trivia
In Sichtweite des Geländes drehte der deutsche Regisseur Werner Herzog Anfang der 1970er Jahre die Eröffnungsszene zum Spielfilm Aguirre, der Zorn Gottes.
Auf Deutsch wird Machu Picchu meist „Matschu Pitschu“ ausgesprochen. Richtig ist aber – wie schon aus der Schreibweise hervorgeht – „Matschu Piktschu“.

## Dokumentationen
- Machu Picchu – legendäre Stadt der Inka. [DVD-Video], National geographic Deutschland / G. + J., Hamburg 2004, ISBN 978-3-937606-31-6.
- Auf den Spuren der Inka. [DVD-Video], National Geographic Society, WVG Medien GmbH, 2001.
- Machu Picchu, Neues aus der Inka-Stadt, TV-Dokumentation, USA 2009, Arte-Erstausstrahlungstermin: Sa, 11. September 2010, 20:14.
- Sieger, Sagen, Sonnentempel – Die Neuentdeckung von Perus Vergangenheit, 3sat.de, ca. 58 min, abgerufen am 27. Juni 2011.
- TimeScanners – Geheimnisse in 3D: Machu Picchu. TV-Dokumentarfilm, (Teil einer Serie); Tom Stubberfield, Steve Burrows, Dallas Campbell: Time Scanners Atlantic Productions Ltd, GB 2013 für National Geographic; PBS; Franc TV (TIME SCANNERS: Machu Picchu - Airs Wednesday, Jan. 24, 2018 at 11 p.m. on KPBS TV) Gezeigt auf ZDF-Info am 17. Juli 2020.
- Wunderwerke der Weltgeschichte: Machu Picchu - Inkastadt in den Wolken. TV-Dokumentation. ZDFinfo, abgerufen am 17. Januar 2022 (Synchronfassung ZDF / ZDF Enterprises 2020. Ein Film von Félicie Derville, Agnès Buthion, Philippe Herpin und Maud  Kloninger. Unter Mitwirkung von Jean-Jacques Decoster, José Bastante, Peter Grinn, Dominika Sieczkowska, Fernando Astete, Colin Richards, Victor Carlotto, Alicia Fernandez und Andres Adasme.).